# 陈文顼
陈文顼（?—?），五代十国時泉州仙游县（今福建仙游县）人，陈文显的儿子。
陈文顼知书，善于绘画。有相士对他的祖父陈洪进说：“一门受禄，当至万石”。陈洪进和三个儿子都已经领州郡，陈文顼刚刚出生，陈洪进于是把孙子养成儿子，名字按儿子的辈分来取。陈文顼初为泉州衙内都校，后升为泉州衙内都监使。北宋任命他为顺州刺史。陈洪进归附宋朝，陈文顼为历任通州刺史、舒州刺史，去世。